# Медицинский разделительный трансформатор

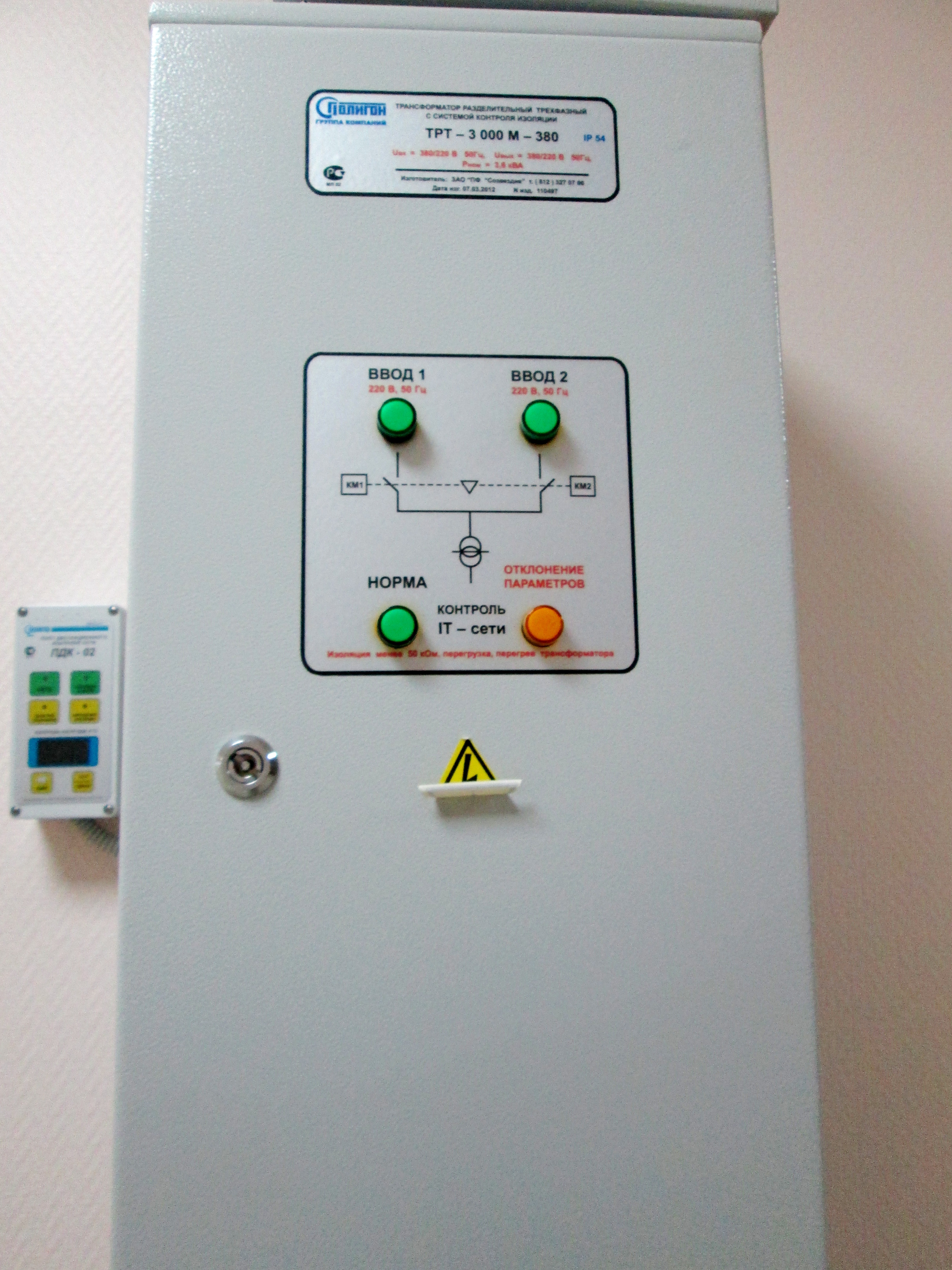
Медицинский разделительный трансформатор

Медицинский разделительный трансформатор — силовой разделительный трансформатор, применяемый для электроснабжения медицинских помещений группы 2 (операционные, отделения реанимации и проч.). Он служит для создания медицинской системы IT с изолированной нейтралью, которая обязательна в медицинских помещениях группы 2.

## Медицинская система IT
В медицинских помещениях группы 2 для питания медицинского электрооборудования, систем жизнеобеспечения пациентов, другого электрооборудования, расположенного в зоне доступности пациента, должна использоваться медицинская система IT.
Одной из основных особенностей IT-сети является изолированная нейтраль. Благодаря такой организации сети при первой аварии (замыкании на землю) утечки тока не возникает, поэтому не происходит отключения питаемого медицинского оборудования; в режиме IT-сети нет опасности поражения электрическим током для пациентов и медицинского персонала. При замыкании на землю IT-сеть переходит в TN-S-сеть.
Так как вторая авария происходит уже в TN-S-сети, то она приведёт к срабатыванию устройств защиты (например, автоматического выключателя). Следовательно первая авария должна быть выявлена и устранена максимально быстро. Для информирования персонала об аварии используются посты дистанционного контроля серии «ОЗОН» (ПДК). При пробое ПДК немедленно подаёт акустический и световой сигнал.

## Требования к медицинским разделительным трансформаторам
1. Ток утечки на землю выходных проводников и защитной оболочки (кожуха), измеренный при отсутствии нагрузки при номинальном напряжении и номинальной частоте, не должен превышать 0,5 мА.
2. Номинальная мощность однофазных трансформаторов должна быть не менее 0,5 и не более 10 кВт.
3. Если в медицинских помещениях имеется оборудование с трёхфазной системой питания, требующее установки медицинской системы IT, то следует использовать отдельный трёхфазный трансформатор с выходным линейным напряжением, не превышающим 250 В.
4. Медицинские разделительные трансформаторы должны иметь естественное воздушное охлаждение.
5. Трансформаторы для медицинских систем IT должны быть установлены в медицинском помещении или непосредственной близости к нему. Они должны быть помещены в шкаф или иметь защитный кожух для защиты от случайного прикосновения к токоведущим частям.
6. Обязательным является постоянный контроль перегрузки и превышения температуры медицинского разделительного трансформатора.